# Adéla z Riedenburku
Adéla z Riedenburku byla druhá manželka krále Štěpána II. a uherská královna. Jejím otcem byl řezenský purkrabí Štěpán z Riedenburku.

## Život
Štěpánovo první manželství bylo v roce 1121 zrušeno pro neplodnost a v témže roce se oženil s Adélou.
Roku 1128 stále bezdětný, ač dvakrát ženatý Štěpán II. povolal ke dvoru svého slepého bratrance Bélu, zprostředkoval jeho sňatek s Jelenou a učinil jej svým následníkem. Zemřel bezdětný roku 1131 na úplavici.